# Back to Back
Back to Back — шістнадцятий студійний альбом британського рок-гурту Status Quo, який був випущений 25 листопада 1983 року.

## Список композицій
1. A Mess of Blues - 3:23
2. Ol' Rag Blues - 2:51
3. Can't Be Done - 3:07
4. Too Close to the Ground - 3:43
5. No Contract - 3:40
6. Win or Lose - 2:35
7. Marguerita Time - 3:27
8. Your Kind of Love - 3:24
9. Stay the Night - 3:02
10. Going Down Town Tonight - 3:33

## Учасники запису
- Френсіс Россі - вокал, гітара
- Рік Парфітт - вокал, гітара
- Алан Ланкастер - бас-гітара
- Піт Кірхер - ударні
- Енді Боун - клавішні